# Casey Bahr
Casey Bahr, bürgerlich Walter Elliot Bahr, Jr., (* 20. September 1948 in Mount Holly, New Jersey) ist ein ehemaliger US-amerikanischer Fußballspieler, der am olympischen Fußballturnier 1972 in München teilnahm.

## Karriere
Bahr – einer von drei Söhnen Walter Bahrs, seinerzeit Nationalspieler und Teilnehmer am olympischen Fußballturnier 1948 in London und an der Weltmeisterschaft 1950 in Brasilien – unweit von Philadelphia geboren, spielte in seiner Jugend bei Philadelphia United German-Hungarians. Später, als Absolvent der United States Naval Academy, spielte er für deren Sport-Team Fußball. 1972 gehörte er den Philadelphia Spartans in der Southern Conference der American Soccer League (ASL) an, wurde jedoch nicht eingesetzt. 1973 schloss er sich den im selben Jahr gegründeten Philadelphia Atoms in der North American Soccer League (NASL) an, für die er drei Spiele bestritt. In der Saison 1978/79 bestritt er neun Spiele für Philadelphia Fever in der Major Indoor Soccer League (MISL), in denen er ein Tor erzielte.

## Nationalmannschaft
Bahr gehörte der Olympiaauswahl der USA an, mit der er am olympischen Fußballturnier 1972 in München teilnahm, nachdem sie die das Entscheidungsspiel um den Sieg in der Gruppe 3 am 19. September 1971 in Kingston mit 5:4 im Elfmeterschießen gegen die Olympiaauswahl von El Salvador gewonnen hatte. Im Turnier bestritt er alle Spiele der  Gruppe 1. Dabei debütierte er am 27. August 1972 in Augsburg beim torlosen Remis gegen die Olympiaauswahl Marokkos.

## Sonstiges
- Casey Bahr wird im offiziellen Bericht (> 4. Einzelnachweis) mit Bahr, Walter aufgeführt.[4]
- Seine jüngeren Brüder Chris[5] und Matt[6] spielten ebenfalls Fußball.